# Немцев, Василий Яковлевич
Васи́лий Я́ковлевич Не́мцев (29 марта 1916, Круглово, Макарьевский уезд, Нижегородская губерния, Российская империя — 18 мая 1986, Звенигово, Марийская АССР, РСФСР, СССР) — советский партийный и хозяйственный деятель. Председатель колхоза имени Я. Свердлова Куженерского района Марийской АССР (1955—1962), председатель колхоза имени К. Маркса (1963—1972) и председатель Кужмарского сельсовета Звениговского района МарАССР (1972—1976). Участник Великой Отечественной войны. Член ВКП(б).

## Биография
Родился 29 марта 1916 года в дер. Круглово ныне Юринского района Марий Эл.
В октябре 1937 года призван в РККА. Участник Великой Отечественной войны: инструктор политотдела 1089 стрелкового полка 252 стрелковой дивизии 53 армии на 2 Украинском фронте, капитан административной службы. В августе 1946 года демобилизовался из рядов армии.
В 1952 году окончил Горьковскую партийную школу. Заступил на партийную работу в Куженерском районе Марийской АССР: заведующий отделом, второй секретарь Куженерского райкома КПСС, в 1955—1962 годах — председатель колхоза имени Я. Свердлова.
С 1963 года работал в Звениговском районе МарАССР: председатель колхоза имени К. Маркса, в 1972—1976 годах — председатель Кужмарского сельсовета Звениговского района МарАССР.
Его многолетняя партийная и хозяйственная деятельность отмечена орденами Трудового Красного Знамени (дважды), медалями, а также почётными грамотами Президиумов Верховного Совета РСФСР и Марийской АССР (дважды).
Ушёл из жизни 8 мая 1986 года в г. Звенигово Марийской АССР. Похоронен на Звениговском кладбище № 2. 

## Награды
- Орден Трудового Красного Знамени (1966, 1971)[2]
- Орден Отечественной войны II степени (06.04.1985)[6]
- Орден Красной Звезды (28.09.1944)[3]
- Медаль «За боевые заслуги» (13.09.1943)[3]
- Медаль «За взятие Вены»[3]
- Медаль «За победу над Германией в Великой Отечественной войне 1941—1945 гг.» (09.05.1945)[3]
- Медаль «За доблестный труд. В ознаменование 100-летия со дня рождения Владимира Ильича Ленина»
- Почётная грамота Президиума Верховного Совета РСФСР (1960)[2]
- Почётная грамота Президиума Верховного Совета Марийской АССР (1966)[2]